# Didymoglossum benlii
Didymoglossum benlii är en hinnbräkenväxtart som först beskrevs av Pichi-serm. och som fick sitt nu gällande namn av Jacobus Petrus Roux.
Didymoglossum benlii ingår i släktet Didymoglossum och familjen Hymenophyllaceae. Inga underarter finns listade i Catalogue of Life.